# Hamvasztás (folyóirat)
A hamvasztást népszerűsítő újság a 19–20. század fordulója táján. Az 1906-ban alakult Országos Halotthamvasztó Egyesület folyóirata. 1907-től 1916-ig jelent meg, szerkesztők Wilhelm Frigyes jogászdoktor és Pap Sámuel, az egyesület titkára.

## Jellemzői
Havilapként jelent meg, általában minden hónap 20-án. 1911-től július és augusztus hónapokban elsősorban anyagi okokból szüneteltették működését. A szerkesztőség és kiadóhivatal a főváros V. kerületében a Nádor utca 20. szám alatt működött. Előfizetési ára egy évre 4 korona volt. A különböző klubokban és kávéházakban kérhették a támogatók a lapot. A hamvasztás mellett érvel minden cikk. A kor híres emberei is kifejtették véleményüket. Többek között  Ignotus, Vámbéry Ármin, Jászai Mari és Schwimmer Róza is.
„A halotthamvasztásnak, mióta csak emlékszem s magam eszével gondolkozom, hive s óhajtója vagyok, a sok egészségi, tetszhalál lehetőségére vonatkozó és babonaellenes okon kivül kivált a temetés ama rettenetes barbárságáért, hogy nem elég már a halál szörnyüsége s az, hogy kedveseink s társaink megszünnek lenni: viszont minden emberi méltóságukból kivetkezve dögökül, rothadmányokul, excrementumokul mégis megmaradjanak! Ha már van halál: legyen igazi megszűnés, s ne ily undoritó felemásság s a halotthamvasztástól csak azt kérném, hogy valami olyan teljes elégetés, elpároltatás legyen, amely hamu s minden megtalálható s megőrizhető maradék nélkül megsemmisiti a hullát. Bár nem a halottégetésre vonatkozóan, de viszont teljesebben megtalálhatni e gondolatmenetet Olvasás Közben könyvemnek Temetőjárás czimü darabjában, szeretném, ha elolvasná mindenki, aki a temetőben s a temetésben valami aesthetikát talál.”